# الدوري التونسي لكرة اليد 1975–76
الدوري التونسي لكرة اليد 1975-1976 هو الدورة 21 من الدوري التونسي لكرة اليد للرجال. شارك فيها 16 فريقا.

فاز بهذا الموسم الترجي الرياضي التونسي، وجاء ثانيا الزيتونة الرياضية.

## روابط خارجية
- الموقع الرسمي للجامعة التونسية لكرة اليد.